# 音楽祭
音楽祭（おんがくさい）とは、一定の期間に特定の地域もしくは会場で集中的に、複数の出演者によるオペラやコンサートなどを行う一連の音楽行事である。大規模なものでは数日がかりで開催したり、複数の会場で演奏を同時進行させたりする。

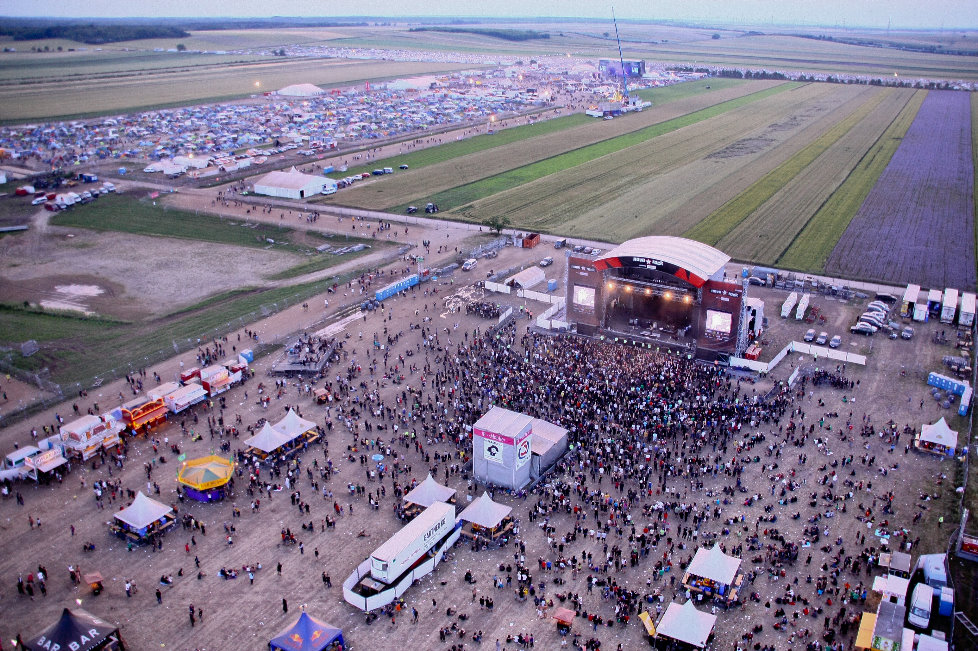
ノヴァ・ロック・フェスティバルにて、演奏会場の周囲にキャンプ場が見える。数日がかりで開催する場合、宿泊施設だけでなくキャンプも好まれる

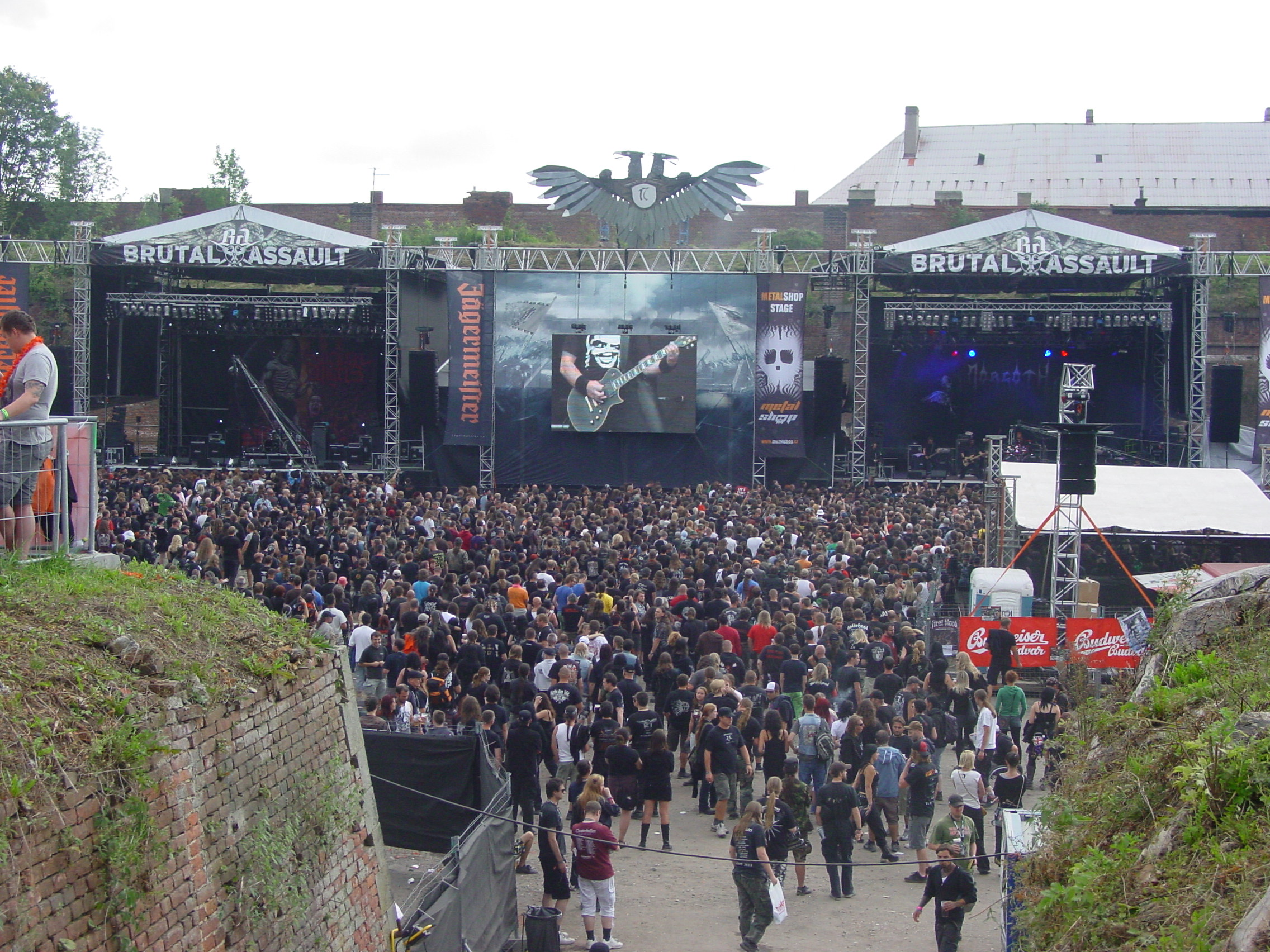
ブルータル・アサルトにて、舞台が２つ見える。複数の会場で演奏を同時進行させたりする。

## クラシック音楽の音楽祭
伝統ある音楽祭としてはザルツブルク音楽祭（Salzburger Festspiele）やバイロイト音楽祭（Richard-Wagner-Festspiele）が有名だが、いずれも原語では音楽を意味する言葉はなく、単に「祝祭上演」（Festspiele）という意味である。また同じ意味で「ベルリン芸術週間」「国際モーツァルト週間」といった名称も使われ、総じてヨーロッパでは伝統ある「音楽祭」ほど、改めて「音楽」という言葉を入れない傾向にある。日本では「地名＋音楽祭」として表記することが行われてきたため、一般の人にとってはわかりやすいが、原語との表記のギャップが生まれる結果となった。

### 西ヨーロッパ

#### アイルランド
- ウェックスフォード・オペラ・フェスティバル

#### イギリス
- エディンバラ国際音楽祭
- オールドバラ音楽祭
- グラインドボーン音楽祭
- BBCプロムス
- ホフナング音楽祭（音楽祭と名が付いているが、単なる連続した演奏会）

#### オランダ
- ガウデアムス国際音楽週間

#### フランス
- エクサン・プロヴァンス音楽祭
- オランジュ音楽祭
- プラード・カザルス音楽祭
- ストラスブール音楽祭
- トゥールーズ音楽祭
- ニース音楽祭
- ブザンソン国際音楽祭
- ラ・フォル・ジュルネ
- リヨン音楽祭
- ムジカルタ音楽祭

### 南ヨーロッパ

#### イタリア
- アレーナ・ディ・ヴェローナ音楽祭
- カターニャ音楽祭
- シエナ音楽祭
- スポレート音楽祭
- トリノ音楽祭
- パレルモ音楽祭
- フィレンツェ五月音楽祭
- プッチーニ音楽祭
- ペーザロ・ロッシーニ音楽祭
- マチェラータ音楽祭
- ミラノ音楽祭
- ラヴェッロ音楽祭
- ラヴェンナ音楽祭
- ルッカ音楽祭

#### スペイン
- サン・セバスティアン音楽週間
- サンタンデール音楽祭

### 中部ヨーロッパ

#### オーストリア
- アイゼンシュタット・ヨーゼフ・ハイドン音楽祭
- アスペクテ・ザルツブルク
- インスブルック古楽音楽祭
- ウィーン芸術週間（公式ページ）
- ウィーン・モデルン
- グラーツ音楽祭
- クラングボーゲン
- ケルンテンの夏音楽祭
- 国際モーツァルト週間（ザルツブルク）（公式ページ）
- ザルツブルク音楽祭（公式ページ）
- ザルツブルク聖霊降臨祭音楽祭
- ザルツブルク復活祭音楽祭
- ブレゲンツ音楽祭
- メルビッシュ湖上音楽祭
- リンツ国際ブルックナー音楽祭

#### スイス
- インターラーケン音楽祭
- ジュネーブ音楽祭
- チューリヒ音楽祭
- ヴェルビエ音楽祭
- ルツェルン音楽祭
- ローザンヌ音楽祭

#### チェコ
- プラハの春音楽祭

#### ドイツ
- アンスバッハ・バッハ週間
- ヴィースバーデン五月音楽祭
- ヴュルツブルク・モーツァルト音楽祭
- オイティン音楽祭
- ゲッティンゲン・ヘンデル音楽祭
- ケルン音楽祭
- シュヴェツィンゲン音楽祭
- シュレースヴィヒ＝ホルシュタイン音楽祭
- ドナウエッシンゲン現代音楽祭
- ドレスデン音楽祭
- ニュルンベルク音楽祭
- バーデン・バーデン音楽祭
- ハイデルベルク音楽祭
- ハイデンハイム・オペラ・フェスティバル
- バイロイト音楽祭（リヒャルト・ワーグナーの作品の演奏）
- ハレ・ヘンデル音楽祭
- ハンブルク音楽祭
- ブレーメン音楽祭
- ベルリン音楽祭
- ベルリン芸術週間
- ボン・ベートーヴェン音楽祭
- マグデブルク・テレマン音楽祭
- ミュンヘン・オペラ・フェスティバル
- ヨーロッパ音楽祭シュトゥットガルト
- ライプツィヒ・バッハ音楽祭
- ルートヴィヒスブルク音楽祭

#### ポーランド
- ワルシャワの秋

### 北ヨーロッパ

#### スウェーデン
- ドロットニングホルム・オペラ・フェスティバル

#### フィンランド
- サヴォンリンナ・オペラ・フェスティバル
- ヘルシンキ・フェスティヴァル

### ノルウェー
- ウルティマ・オスロ現代音楽祭

### デンマーク
- レアケンボー音楽祭

### 東ヨーロッパ

#### ロシア
- 白夜の星国際芸術祭（サンクトペテルブルク白夜祭）

### 北アメリカ

#### アメリカ合衆国
- アスペン音楽祭
- オレゴン・バッハ音楽祭
- カザルス音楽祭
- サラトガ音楽祭
- タングルウッド音楽祭
- マールボロ音楽祭
- モストリー・モーツァルト・フェスティバル
- ラヴィニア音楽祭

### 東アジア

#### 日本
- NHK音楽祭
- 調布国際音楽祭
- 大阪クラシック
- 軽井沢八月祭（公式ページ）
- 北九州国際音楽祭
- 九州現代音楽祭
- 唐津ジュニア音楽祭（唐津ジュニア音楽祭のページ）
- 霧島国際音楽祭（霧島国際音楽祭のページ）
- 草津国際音楽アカデミー&フェスティバル（草津国際音楽アカデミー＆フェスティバルのページ）
- 倉敷音楽祭（倉敷音楽祭のページ）
- セイジ・オザワ 松本フェスティバル（旧称サイトウ・キネン・フェスティバル松本）
- 仙台クラシックフェスティバル
- 武生国際音楽祭（武生国際音楽祭のページ）
- 東京オペラの森音楽祭
- 東京国際音楽祭
- 〈東京の夏〉音楽祭（〈東京の夏〉音楽祭のページ）
- おおつか音楽祭（おおつか音楽祭のページ）
- 名古屋国際音楽祭（名古屋国際音楽祭のページ）
- パシフィック・ミュージック・フェスティバル (PMF)
- HIROSHIMA MUSIC FESTIVAL（公式ブログ）
- 別府アルゲリッチ音楽祭（別府アルゲリッチ音楽祭）
- 宮崎国際音楽祭（宮崎国際音楽祭のページ）
- 目白バ・ロック音楽祭（目白バ・ロック音楽祭のページ）
- 八ヶ岳「北杜国際音楽祭」（公式ページ）
- ゆふいん音楽祭（ゆふいん音楽祭のページ）
- ラ・フォル・ジュルネ・オ・ジャポン 「熱狂の日」音楽祭
- 沖縄国際アジア音楽祭（沖縄国際アジア音楽祭のページ）
- 夏音アート（公式ページ）
- 神戸国際芸術祭（公式ページ）
- ル・ポン国際音楽祭 赤穂・姫路（公式ページ）
- ふなばしミュージックストリート（公式ページ）
- 箱根おんがくの森（公式ページ）

## ポピュラー音楽の音楽祭
クラシックの音楽祭が主にコンサートホール等で開かれるのに対し、ポピュラー音楽では屋外で大規模に会場を設営する事が多い。大音量を用いるため、住宅地から離れた都市部の工業地域や埋立地などの空き地、あるいは郊外の牧場・スキー場・海浜公園などで行なわれている。屋内の場合ではコンベンション・センターやスタジアムなど、コンサートホールよりもさらに多目的な大規模集客施設で行われる。出演者は集客力増大を企図した構成が多い。
ミュージックフェスティバル、音楽フェスティバルなどカタカナで呼ばれる事が多く、しばしばフェスと略される。また開催される時期・季節よって春フェス、夏フェス、秋フェス、冬フェスと称されるが、多くのフェスは、長期休暇を取りやすく気候的に適した夏季に開催される。
野外で大規模に行われるコンサートとしては、世界的には1950年代のジャズ・フェスティバルやフォーク・フェスティバルが始まりである。日本ではそれに遅れる形で、集客力のある歌謡曲の歌手による野外コンサートが開催されるようになった。バブル景気期の1980年代末には、ジャズやロックの著名な外国人アーティストや、当時日本でアイドル歌謡曲に代わって主流になりつつあったJ-POPを中心とし、大型スポンサーを後ろ盾にした大規模な野外コンサートが開催されていた。それらはバブル崩壊後、スポンサーを失い下火になっていったものの、1990年代末から日本4大ロック・フェスティバルが開催され活況を呈すと、それに続く形でロックを含むポピュラー音楽全般においても音楽祭が日本各地で次々開催されるようになった。